# Saint-Vigor
Saint-Vigor es una comuna francesa situada en el departamento de Eure, en la región de Normandía.

## Demografía
| 90 | 70 | 109 | 237 | 236 | 271 | 316 |
| Para los censos de 1962 a 1999 la población legal corresponde a la población sin duplicidades (Fuente: INSEE [Consultar]) |    |     |     |     |     |     |

## Lugares y monumentos
- Moulin de la Côte, situado en el valle, restaurado en alojamiento rural.
- Le Mesnil Anseume

Esta comuna tiene la particularidad de no tener iglesia.